# Craterul Zapadnaya
Craterul Zapadnaya este un crater de impact meteoritic la granița Regiunii Vinița cu Regiunea Jîtomîr, Ucraina.

## Date generale
Acesta este de 3,2 km în diametru și are vârsta estimată la 165 ± 5 milioane de ani, plasându-se în Jurasicul mijlociu. Craterul nu este expus la suprafață.